# 三狼奇案
《三狼奇案》是1989年上映的一部香港警匪片，由黃泰來執導，麥當雄及蕭若元編劇，鄭則仕、梁家輝、徐錦江主演；在電影分級制度下為香港三級片。電影根據1950和60年代於香港轟動一時之「三狼案」作藍本。商天娥憑本片入圍第9屆香港電影金像獎最佳女配角。

## 背景
電影取材自發生於1959年6月至1961年10月的「三狼案」，「三狼」指兇手馬廣燦、李渭及倪秉堅三人。三人涉嫌在1959年至1961年間聯同另一名同黨，綁架富商黃錫彬和其子黃應求，後因分贓問題內鬥而被警方揭發案情。「三狼」被控謀殺、綁架及故意傷人等罪名，被判繯首死刑，1963年元旦前執行。

## 劇情
商行學徒李懷（梁家輝 飾）、駕校教练鄧子敬（徐錦江 飾）和電影化妝師馬二燦（鄭則仕 飾）是從小玩到大的結拜兄弟。他們和蛇仔明擄劫了李懷的少東黃應球（翁世傑 飾 ），而黃應球逃走時被李懷等打死。他們割了黃應球的耳朵勒索其父不遂，竟而再擄黃父黃百金（田豐 飾），卒取得百萬贖金。分款後各人享受去了。蛇仔明分得少又用得多，他向三狼敲詐，被三狼追殺，他被迫往警方報案求保護。案情揭發後，三狼的下場又會怎樣？

## 演员
| 演员   | 角色   | 备注       | 粤語配音 |
| 梁家輝 | 李懷   | 原型李渭   | 梁家輝   |
| 鄭則仕 | 馬二燦 | 原型馬廣燦 | 鄭則仕   |
| 徐錦江 | 鄧子敬 | 原型倪秉堅 | 倪秉郎   |
| 翁世傑 | 黃正球 | 原型黃應求 | 梁政平   |
| 田豐   | 黃錫金 | 原型黃錫彬 | 金貴     |
| 吳家麗 | 阿麗   | 李懷之女友 | 何嘉麗   |
| 商天娥 | 阿嬌   | 馬二燦妻   | 商天娥   |
| 王萊   |        | 鄧子敬母   |          |
| 余國樂 | 蛇仔明 | 原型鄧偉明 | 林保全   |
| 韋基舜 | 李財   | 探長       | 張炳強   |
| 許英秀 | 阿寶   |            |          |
| 黃智強 | 鬼仔福 | 原型鄧天福 | 源家祥   |
| 黃雄   | 警察   |            | 馮永和   |
| 簡瑞超 |        |            |          |
| 黎萬成 |        |            |          |
| 肥伯   |        |            |          |
| 張贊生 |        |            |          |
| 李漢城 |        |            |          |

## 電影評級
根據香港的《電影檢查條例》，本片「有非常強烈的暴力場面」，因此列為只准18歲或以上人士觀看（III）。

## 軼事
- 此片繼1974年邵氏電影《天網》後相隔十五年第二部改編「三狼案」之作品，同時亦是女演員王萊繼《天網》後再度參演改編「三狼案」之作品，並再度飾演倪秉堅母親。
- 此片與同屬黃泰來執導的同年上映作品《我在黑社會的日子》成為首部榮獲香港電影金像獎提名的三級電影。

## 獎項
| 年份 | 頒獎典禮            | 獎項       | 獲提名 | 結果 |
| ---- | ------------------- | ---------- | ------ | ---- |
| 1990 | 第9屆香港電影金像獎 | 最佳女配角 | 商天娥 | 提名 |

## 外部連結
- 香港影庫上《三狼奇案》的資料（繁體中文）
- 開眼電影網上《三狼奇案》的資料（繁體中文）
- 时光网上《三狼奇案》的資料（简体中文）
- 豆瓣电影上《三狼奇案》的資料 （简体中文）
- AllMovie上《三狼奇案》的资料（英文）
- 互联网电影数据库（IMDb）上《三狼奇案》的资料（英文）